# Witalij Kołesnyk
Witalij Ołeksandrowycz Kołesnyk, ukr. Віталій Олександрович Колесник (ur. 15 marca 1983 w Sumach) – polski futsalista ukraińskiego pochodzenia, zawodnik Teamu Lębork.

## Kariera piłkarska
Swoją karierę zaczynał w klubach ukraińskich. W 2009 był z drużyną MFK Łokomotyw Charków zajął trzecie miejsce w Ekstra-lidze. W latach 2011–2020 był zawodnikiem polskiego Red Devils Chojnice. W sezonie 2012/2013 z chojnickim klubem zdobył Wicemistrzostwo Polski, a w 2016 roku sięgnął z nim po Puchar Polski. Kołesnyk w Red Devils w latach 2017–2020 pełnił rolę kapitana. Przed sezonem 2020/2021 został zawodnikiem beniaminka ekstraklasy – drużyny Team Lębork.